# Brahmina alatavica
Brahmina alatavica is een keversoort uit de familie bladsprietkevers (Scarabaeidae). De wetenschappelijke naam van de soort is voor het eerst geldig gepubliceerd in 1925 door Semenov-Tian-Shanskii.